# Perico (ort i Kuba)
Perico är en ort i Kuba.   Den ligger i provinsen Matanzas, i den nordvästra delen av landet, 150 km öster om huvudstaden Havanna. Perico ligger 36 meter över havet och antalet invånare är 24 073.
Terrängen runt Perico är platt. Runt Perico är det ganska tätbefolkat, med 100 invånare per kvadratkilometer. Närmaste större samhälle är Máximo Gómez, 14,7 km norr om Perico. Trakten runt Perico består till största delen av jordbruksmark.